# 天主教新塞哥维亚总教区
天主教新塞哥维亞總教區（拉丁語：Archidioecesis Novae Segobiae），是羅馬天主教會以菲律賓一個總主教區，位於北部呂宋島南伊羅戈省，座堂位於美岸。下轄三個教區。
現任總主教為馬洛門·多薩·佩拉爾塔，助理主教達味‧安多尼奧，榮休總主教埃德蒙多·阿巴亞及恩尼斯托·薩爾加多。2006年有教友523,813名，佔轄區總人口達84.2%。由74名司鐸名管理40個堂區。
1595年8月14日設教區，受轄於馬尼拉總教區。1951年6月29日升為總教區。